# Jehu Chiapas
Jehu Beezye Chiapas Pérez (ur. 3 października 1985 w Martínez de la Torre) – meksykański piłkarz pochodzenia gwatemalskiego występujący na pozycji środkowego pomocnika, trener piłkarski.

## Kariera klubowa
Chiapas jest wychowankiem akademii juniorskiej klubu Pumas UNAM z siedzibą w stołecznym mieście Meksyk. Do pierwszej drużyny został włączony jako dziewiętnastolatek przez szkoleniowca Hugo Sáncheza i w meksykańskiej Primera División zadebiutował 7 sierpnia 2005 w wygranym 1:0 spotkaniu z Guadalajarą. W tym samym roku dotarł ze swoim zespołem do finału południowoamerykańskich rozgrywek Copa Sudamericana, jednak pozostawał wówczas wyłącznie rezerwowym zawodnikiem. W wyjściowej jedenastce zaczął częściej pojawiać się dopiero kilka miesięcy później, zaś w jesiennym sezonie Apertura 2007 wywalczył z Pumas tytuł wicemistrza kraju. Premierowego gola w najwyższej klasie rozgrywkowej strzelił 10 maja 2009 w wygranej 3:0 konfrontacji z Monterrey i w tych samych, wiosennych rozgrywkach Clausura 2009, zdobył swoje pierwsze mistrzostwo Meksyku. Sukces ten powtórzył również dwa lata później, w sezonie Clausura 2011, tym razem będąc już podstawowym zawodnikiem zespołu prowadzonego przez Ricardo Ferrettiego.
Latem 2011 Chiapas udał się na roczne wypożyczenie do klubu San Luis FC z miasta San Luis Potosí, gdzie pełnił rolę kluczowego piłkarza ekipy, lecz nie potrafił nawiązać z nim do sukcesów odnoszonych z Pumas. Barwy swojego macierzystego zespołu reprezentował później jeszcze przez rok, po czym w lipcu 2013 został zawodnikiem beniaminka najwyższej klasy rozgrywkowej – Tiburones Rojos de Veracruz. Tam od razu wywalczył sobie miejsce w wyjściowym składzie i został mianowany przez trenera Juana Antonio Lunę kapitanem zespołu. Po upływie półtora roku został jednak relegowany do roli rezerwowego, wobec czego został wypożyczony do ekipy Chiapas FC z siedzibą w Tuxtla Gutiérrez.
| Sezon     | Klub                        | Kraj   | Rozgrywki | Mecze | Bramki |
| --------- | --------------------------- | ------ | --------- | ----- | ------ |
| 2005/2006 | Pumas UNAM                  | Meksyk | Liga MX   | 13    | 0      |
| 2006/2007 | Pumas UNAM                  | Meksyk | Liga MX   | 15    | 0      |
| 2007/2008 | Pumas UNAM                  | Meksyk | Liga MX   | 22    | 0      |
| 2008/2009 | Pumas UNAM                  | Meksyk | Liga MX   | 22    | 1      |
| 2009/2010 | Pumas UNAM                  | Meksyk | Liga MX   | 34    | 3      |
| 2010/2011 | Pumas UNAM                  | Meksyk | Liga MX   | 35    | 1      |
| 2011/2012 | San Luis FC                 | Meksyk | Liga MX   | 33    | 2      |
| 2012/2013 | Pumas UNAM                  | Meksyk | Liga MX   | 28    | 0      |
| 2013/2014 | Tiburones Rojos de Veracruz | Meksyk | Liga MX   | 32    | 3      |
| 2014/2015 | Tiburones Rojos de Veracruz | Meksyk | Liga MX   | 24    | 0      |
| 2015/2016 | Chiapas FC                  | Meksyk | Liga MX   |       |        |